# Jawa 50/20
Jawa 50 typ 20 Štandard je malý oskútrovaný motocykl se zdvihovým objemem motoru 49,9 cm³.
Jedná se o lehký kapotovaný dvoumístný motocykl lehké silniční konstrukce s jednoválcovým dvoudobým zážehovým motorem určený pro vesnickou i městskou dopravu.
Motocykly Pionýr se po celou dobu svojí existence těší velké oblibě ze strany uživatelů. Mnozí šikovní uživatelé si Pionýra upravují, ať už pouze vzhled nebo i motor. S Pionýry se pořádá velké množství závodů s mnoha odlišnými kategoriemi.

## Technické parametry
Motor
- mazací směs 1:25 – 1:30
- Zapalování – elektrické – magnetka
- setrvačníkový magnet PAL
- světelný výkon zapalování 20 W (od roku 1975 30W)
- zapalovací cívka 8V -02-9210.30
- světelné cívky 15W / 2 x 15W
- přední žárovka 15/15W/–25/25W
- zadní žárovka 5W
- zapalovací svíčka PAL 14-8R (Brisk N15C,NR15C/N14C)
- předstih zážehu 1,2 – 1,5 mm[1]
- vzdálenost kontaktů přerušovače 0,4 mm (odtrh)

## JAWA 220.100
U modelu JAWA 20 proběhla modernizace v roce 1975. Modernizace se týkala pouze vzhledu a elektroinstalace (světelný výkon 30W místo 20W). Byl zjednodušen zadní podsedlový plech, který byl z tenčího plechu a bez zpevňovacích prolisů a hliníkových lišt. Na tomto plechu byly samolepky "JAWA". V roce 1977 byl změněn název na JAWA 220.100. Vzhled zůstal beze změn, pouze místo samolepek byly nápisy stříkany barvou. Toto provedení vydrželo až do konce výroby v roce 1980. 

## Převodové ústrojí
Spojka dvoulamelová mokrá v olejové lázni

Převody:
primární převod – poměr 2,43 : 1 (14/34 zubů)

primární převod – řetěz válečkový řetěz (ČZ – Favorit 3/8" x 3/8" – 44 článků)

sekundární převod – poměr 4,58:1 (12/55)

sekundární převod – řetěz válečkový řetěz (12,7 x 5,2 – 111+1 článek)

Poměr převodů
1. převod 1 : 2,94 (24/14x24/14)

2. převod 1 : 1,716 (24/14x19/19)

3. převod 1 : 1 přímý záběr

Celkové převody: II. (sek. kolečko 12 zubů)

1. převod 1 : 32,72

2. převod 1 : 19,1

3. převod 1 : 11,13

## Podvozek
řazení nožní pákou na levé straně

rám svařovaný z ocelových trubek čtvercového profilu

přední vidlice teleskopická bez tlumení – zdvih propružení 90 mm

zadní vidlice kyvná vidlice, odpružení dvěma samostatnými pružícími jednotkami s kapalinovými tlumiči – zdvih propružení 85 mm

brzda vpředu celonábojová bubnová, Ø 125/20 mm

brzda vzadu celonábojová bubnová, Ø 125/20 mm

## Kola
přední kolo drátové na ocelovém ráfku – 1,5 A x 16

zadní kolo drátové na ocelovém ráfku – 1,5 A x 16

pneumatika přední 2,75 x 16" – 1,5 atp.

Pneumatika přední od roku 1978 2.50 x 16"-
pneumatika zadní 2,75 x 16" – 1,9 atp.

počet drátů – 36 ks

Paprsky kola – 2,65 x 150 mm

## Rozměry a hmotnosti
světlost 120 mm

suchá hmotnost 65 kg (bez paliva)

užitečná hmotnost 160 kg

maximální nosnost cca 135kg

## Výkony
konstrukční rychlost 65km/h 
největší stoupavost 25%